# Liste der Bischöfe von León en Nicaragua
Die Liste der Bischöfe von León en Nicaragua stellt die Reihe der Bischöfe des Bistums León en Nicaragua vor.
- Diego Alvarez de Osorio (20. April 1531–Mai 1536)
- Francisco de Mendavia OSH (3. August 1537–6. Oktober 1540)
- Antonio de Valdivieso OP (29. Februar 1544–26. Februar 1549)
- Fernando González de Bariodero (18. Dezember 1555–)
- Lazaro Carrasco (1556–20. November 1562)
- Fernando González de Bariodero (1556–)
- Luís de la Fuente (4. Oktober 1564–Dezember 1566) (Luís de la Fuentes)
- Pedro Gómez Fernández de Córdoba OSH (2. Juni 1568–18. Juni 1574, dann Bischof von Guatemala (Santiago de Guatemala))
- Antonio de Zayas OFM (19. Januar 1575–8. März 1582)
- Domingo de Ulloa OP (4. Februar 1585–9. Dezember 1591, dann Bischof von Popayán)
- Jerónimo de Escobar OSA (22. Mai 1592–19. März 1593)
- Alfonso de la Mota y Escobar (31. März 1594–1595)
- Juan Antonio Diaz de Salcedo OFM (28. Juli 1597–1603)
- Pedro de Villarreal (22. Oktober 1603–1619)
- Benito Rodriguez de Valtodano OSB (27. August 1620–1629) (Benito Rodriguez de Baltodano)
- Agustin de Hinojosa y Montalvo OFM (22. März 1630–5. Juli 1631)
- Barahona Juan del Águila Zapata (3. Dezember 1631–19. November 1632)
- Fernando Núñez Sagredo OSsT (14. März 1633–31. Mai 1639)
- Alonso de Briceño OFM (14. November 1644–18. August 1653, dann Bischof von Caracas, Santiago de Venezuela) (Alonso de Brizeño)
- Tomás Manso OFM (20. November 1658–1659)
- Juan de la Torre OFM (26. März 1662–)
- Alfonso de Bravo Laguna OFM (Juli 1664–9. Juni 1674)
- Andrés de las Navas y Quevedo OdeM (13. Dezember 1677–15. Juni 1682, dann Bischof von Guatemala (Santiago de Guatemala))
- Juan Rojas y de Asua OdeM (1. Juni 1682–25. November 1685)
- Nicolás Delgado OFM (3. Juli 1687–25. November 1698)
- Diego Morcillo Rubio de Sunon de Robledo OSsT (21. November 1701–14. Mai 1708, dann Bischof von La Paz)
- Juan Benito Garret y Arlov OPraem (28. Juni 1708–7. Oktober 1716)
- Andres Quiles Galindo OFM (9. Februar 1718–2. Juli 1719)
- Xiron José de Alvarado OP (5. September 1721–21. Juni 1724)
- Francisco de Dionisio Villavicencio OSA (1726–25. Dezember 1735)
- Domingo Antonio de Zatarain (27. November 1736–6. Februar 1741)
- Isidoro Marín Bullón y Figueroa (2. Dezember 1743–19. Juli 1748)
- Pedro Agustín Morell de Santa Cruz y Lora (20. Oktober 1749–30. März 1753, dann Bischof von Santiago de Cuba)
- José Antonio Flores de Rivera (23. Juli 1753–21. Juni 1756)
- Mateo de Navia Bolaños y Moscoso OSA (26. September 1757–2. Februar 1762)
- Juan Carlos de Vilches y Cabrera (31. Oktober 1763–14. April 1774)
- Esteban Lorenzo de Tristan y Esmenota (11. September 1775–15. Dezember 1783, Bischof von Durango)
- Juan Félix de Villegas (14. Februar 1785–23. September 1793, Erzbischof von Guatemala)
- Juan Cruz Ruiz de Cabañas y Crespo (12. September 1794–18. Dezember 1795, Bischof von Guadalajara)
- José Antonio de la Huerta Case (24. Juli 1797–25. Mai 1803)
- Felipe Antonio Juan José Pérez del Notario (26. August 1803–15. Mai 1806)
- Nicolás García Jerez OP (17. November 1806–31. Juli 1825)
- Jorge de Viteri y Ungo (5. November 1849–25. Juli 1853)
- José Bernardo Piñol y Aycinena (30. November 1854–20. September 1867, dann Erzbischof von Guatemala)
- Manuel Ulloa y Calvo (20. September 1867–27. August 1879)
- Francisco Ulloa y Larios (19. Oktober 1880–7. Juli 1896)
- Simeón Castellón y Pereira (30. Juli 1902–29. Januar 1921)
- Agustin Nicolas Tijerino y Loáisiga (21. Dezember 1921–28. März 1945)
- Isidro Augusto Oviedo y Reyes (17. November 1946–17. Mai 1969)
- Manuel Salazar y Espinoza (30. Januar 1973–19. Dezember 1981)
- Julián Luis Barni Spottiswoode OFM (18. Juni 1982–1991)
- César Bosco Vivas Robelo (2. April 1991–29. Juni 2019)
- René Sócrates Sándigo Jiron (seit dem 29. Juni 2019)